# Кристиан Костов
Кристиан Константинов Костов е руско-български певец. През 2017 г. е избран да представи България в конкурса „Евровизия“ с песента Beautiful Mess.

## Биография
Кристиан Костов е роден в Москва на 15 март 2000 г. Майка му е от Казахстан (но от дълго време, още от времето на СССР, живее в Москва), а баща му е от Ямбол.
През 2006 г. се записва в известния руски детски ансамбъл „Непоседы“.
Участва в първия сезон на руското издание на шоуто за таланти „Голос Дети“ в отбора на Дима Билан и стига до финал.
През сезон 2015/2016 участва, стига до финал и завършва на второ място в българското издание на X Factor.
По-късно сключва договор с „Вирджиния Рекърдс“. Издава дебютния си сингъл „Не си за мен“ на 7 октомври 2016 година. С него заема 1-во място в националната класация на най-излъчваните български песни в радио и телевизионния ефир.

### Eвровизия 2017
През март 2017 г. е избран да представя България на фестивала „Евровизия 2017“ с песента Beautiful Mess. Печели второ място.
На 17 януари 2018 година Кристиан Костов печели най-престижната награда в Европа. Наградата на публиката на Европейските награди за дебют – European Border Breakers Awards.
През 2019 година участва и в най-известното китайско тв шоу за изпълнители Singer.

## Дискография

### EP
- Shower Thoughts
- Prologue
- Mood:

### Сингли
| Година | Название                                                             | Класация | Бележки                                             |
| Година | Название                                                             | BUL      | Бележки                                             |
| ------ | -------------------------------------------------------------------- | -------- | --------------------------------------------------- |
| 2015   | „Слушай дождь“ (Kristian Kostov)                                     | —        | Дигитален сингъл                                    |
| 2015   | Ready to Fly (MaxiGroove & Kristian Kostov)                          | —        | Дигитален сингъл                                    |
| 2016   | „Не си за мен“                                                       | 13       | Дигитален сингъл Дебютен солов сингъл               |
| 2016   | „Вдигам Level“ (Pavell & Venci Venc’ с участието на Kristian Kostov) | 13       | Дигитален сингъл                                    |
| 2017   | You Got Me Girl                                                      | —        | Дигитален сингъл Английска версия на „Не си за мен“ |
| 2017   | Beautiful Mess                                                       | 1        | Дигитален сингъл                                    |
| 2017   | „Глубина“                                                            |          | Дигитален сингъл                                    |
| 2018   | The One (I Need you)                                                 |          | Дигитален сингъл                                    |
| 2018   | Burning Bridges feat Jowst                                           |          | Дигитален сингъл                                    |
| 2020   | Honest                                                               |          | Дигитален сингъл                                    |

#### Други проекти
| Година | Заглавие                                                                                         | Класация |
| Година | Заглавие                                                                                         | ОНД      |
| ------ | ------------------------------------------------------------------------------------------------ | -------- |
| 2015   | „Мир без войны“ („Дети Земли“ с участието на Open Kids, „Республика KIDS“, София Тарасова и др.) | 313      |